# Krazy Kat
Krazy Kat er en amerikansk tegneserie af George Herriman. Serien løb i amerikanske aviser fra 1913 til 1944. De tre hovedfigurer er Krazy Kat, Ignatz Mouse og Officer Pupp. Handlingen i denne surrealistiske tegneserie foregår i ørkenlandskabet i New Mexico i USA, og kredser om kattens forelskelse i musen der ustandselig kaster mursten efter katten. Officer Pupp arresterer musen.
Serien betragtes af mange som en klassiker indenfor kunstformen.
- Wikimedia Commons har flere filer relateret til Krazy Kat

| Taleboble | Spire Denne tegneserieartikel er en spire som bør udbygges. Du er velkommen til at hjælpe Wikipedia ved at udvide den. |